# Эглие
Эглие́ (фр. Eygliers, окс. Aigliers) — коммуна во Франции, находится в регионе Прованс — Альпы — Лазурный Берег. Департамент коммуны — Верхние Альпы. Входит в состав кантона Гийестр. Округ коммуны — Бриансон.
Код INSEE коммуны — 05052.

## Население
Население коммуны на 2008 год составляло 749 человек.
| 1962 | 1968 | 1975 | 1982 | 1990 | 1999 | 2008 |
| ---- | ---- | ---- | ---- | ---- | ---- | ---- |
| 413  | 414  | 403  | 502  | 596  | 697  | 749  |

## Экономика
В 2007 году среди 488 человек в трудоспособном возрасте (15—64 лет) 342 были экономически активными, 146 — неактивными (показатель активности — 70,1 %, в 1999 году было 69,4 %). Из 342 активных работали 330 человек (175 мужчин и 155 женщин), безработных было 12 (5 мужчин и 7 женщин). Среди 146 неактивных 56 человек были учениками или студентами, 49 — пенсионерами, 41 были неактивными по другим причинам.

## Достопримечательности
- Церковь Сент-Антуан